# Lindö
Lindö est une localité de 4 842 habitants, en Suède dans la banlieue de Norrköping.